# Bang của Malaysia
Malaysia là một liên bang bao gồm 13 bang và 3 lãnh thổ liên bang. 11 bang nằm trên Bán đảo Mã Lai và 2 bang nằm trên đảo Borneo.
| Perlis Kedah Penang Kelantan Terengganu Perak Selangor Negeri Sembilan Melaka Johor Pahang Sarawak Sabah Labuan Kuala Lumpur Putrajaya Tây Malaysia Đông Malaysia Bang Lãnh thổ liên bang biển Đông eo biển · Malacca vịnh Thái Lan biển Sulu biển Celebes Brunei Indonesia Singapore Thái Lan |

## Tây Malaysia, trên Bán đảo Mã Lai
- Bang (Thủ phủ bang trong ngoặc đơn):
  - Johor (Johor Bahru)
  - Kedah (Alor Setar)
  - Kelantan (Kota Bharu)
  - Malacca (Malacca City)
  - Negeri Sembilan (Seremban)
  - Pahang (Kuantan)
  - Penang (George Town)
  - Perak (Ipoh)
  - Perlis (Kangar)
  - Selangor (Shah Alam)
  - Terengganu (Kuala Terengganu)
- Các lãnh thổ liên bang:
  - Lãnh thổ liên bang Putrajaya (Thủ đô hành chính liên bang)
  - Lãnh thổ liên bang Kuala Lumpur (Thủ đô lập pháp)

## Đông Malaysia, trên đảo Borneo
- Bang (Thủ phủ bang trong ngoặc kép):
  - Sabah (Kota Kinabalu)
  - Sarawak (Kuching)
- Lãnh thổ liên bang:
  - Lãnh thổ liên bang Labuan (Bandar Labuan)

## Các mã và viết tắt
| MY-01 / JHR | Johor           |
| MY-02 / KDH | Kedah           |
| MY-03 / KTN | Kelantan        |
| MY-04 / MLK | Malacca         |
| MY-05 / NSN | Negeri Sembilan |
| MY-06 / PHG | Pahang          |
| MY-07 / PNG | Penang          |
| MY-08 / PRK | Perak           |
| MY-09 / PLS | Perlis          |
| MY-10 / SGR | Selangor        |
| MY-11 / TGN | Terengganu      |
| MY-12 / SBH | Sabah           |
| MY-13 / SWK | Sarawak         |
| MY-14 / KUL | Kuala Lumpur    |
| MY-15 / LBN | Labuan          |
| MY-16 / PJY | Putrajaya       |

| MY-01 / JHR | Johor           |
| MY-02 / KDH | Kedah           |
| MY-03 / KTN | Kelantan        |
| MY-04 / MLK | Malacca         |
| MY-05 / NSN | Negeri Sembilan |
| MY-06 / PHG | Pahang          |
| MY-07 / PNG | Penang          |
| MY-08 / PRK | Perak           |
| MY-09 / PLS | Perlis          |
| MY-12 / SBH | Sabah           |
| MY-13 / SWK | Sarawak         |
| MY-10 / SGR | Selangor        |
| MY-11 / TGN | Terengganu      |
| MY-14 / KUL | Kuala Lumpur    |
| MY-15 / LBN | Labuan          |
| MY-16 / PJY | Putrajaya       |

## Những người đứng đầu
Có 9 bang của Mã Lai có người đứng đầu (thống đốc) là cha truyền con nối và một thủ hiến bang điều hành được bầu cử phổ thông (tiếng Anh: Chief Minister, tiếng Mã Lai Menteri Besar). Thủ hiến bang chịu trách nhiệm đứng đầu chính quyền bang. Các thống đốc của Johor, Kedah, Kelantan, Pahang, Perak, Selangor và Terengganu là vương (Hồi Giáo). Chỉ có Negeri Sembilan là được bầu cử với chức hiệu theo tiếng địa phương là Yang di-Pertuan Besar, còn thống đốc Perlis thì được gọi là Raja. Vua của liên bang được xưng bằng danh hiệu Yang di-Pertuan Agong) được bầu cử luân phiên giữa các thống đốc bang và có nhiệm kỳ 5 năm.

## Singapore và Brunei
Singapore là một bang của Malaysia từ khi thành lập Malaysia ngày 16/9/1963 cho đến khi Singapore tách ra khỏi Malaysia ngày 19/8/1965.
Brunei được mời tham gia liên bang cùng thời gian với Singapore, Sabah (lúc đó là Bắc Borneo) và Sarawak nhưng đã từ chối và vẫn là Bảo hộ Anh cho đến khi độc lập năm 1984.

## Các con số thống kê chính
| Bang            | Dân số    | Diện tích (km2) | mật độ DS | Dân số đô thị.(%) | Bumiputra (%) | Chinese (%) | Indian (%) |
| --------------- | --------- | --------------- | --------- | ----------------- | ------------- | ----------- | ---------- |
| Selangor        | 4 188 876 | 7960            | 526       | 87.6              | 53.5          | 30.7        | 14.6       |
| Johor           | 2 740 625 | 18 987          | 144       | 65.2              | 57.1          | 35.4        | 6.9        |
| Sabah           | 2 603 485 | 73 619          | 35        | 48.0              | 80.5          | 13.2        | 0.5        |
| Sarawak         | 2 071 506 | 124 450         | 17        | 48.1              | 72.9          | 26.7        | 0.2        |
| Perak           | 2 051 236 | 21 005          | 98        | 58.7              | 54.7          | 32.0        | 13.0       |
| Kedah           | 1 649 756 | 9425            | 175       | 39.3              | 76.6          | 14.9        | 7.1        |
| FT Kuala Lumpur | 1 379 310 | 243             | 5676      | 100.0             | 43.6          | 43.5        | 11.4       |
| Penang          | 1 313 449 | 1031            | 1274      | 80.1              | 42.5          | 46.5        | 10.6       |
| Kelantan        | 1 313 014 | 15 024          | 87        | 34.2              | 95.0          | 3.8         | 0.3        |
| Pahang          | 1 288 376 | 35 965          | 36        | 42.0              | 76.8          | 17.7        | 5.0        |
| Terengganu      | 898 825   | 12 955          | 69        | 48.7              | 96.8          | 2.8         | 0.2        |
| Negeri Sembilan | 859 924   | 6644            | 129       | 53.4              | 57.9          | 25.6        | 16.0       |
| Malacca         | 635 791   | 1652            | 385       | 67.2              | 63.8          | 29.1        | 6.5        |
| Perlis          | 204 450   | 795             | 257       | 34.3              | 85.5          | 10.3        | 1.3        |
| FT Labuan       | 76 067    | 92              | 827       | 77.7              | 79.6          | 15.8        | 1.3        |
| FT Putrajaya    | 45 000    | 148             | 304       | 100.0             | 94.8          | 1.8         | 2.7        |

Source: National Census 2000, Department of Statistics Malaysia. Putrajaya data is for 2004.